# Kroknäbbsglada
Kroknäbbsglada (Chondrohierax uncinatus) är en amerikansk fågel i familjen hökar inom ordningen hökfåglar. Den är vida spridd i Centralamerika och Sydamerika söderut till norra Argentina, men häckar också med några få par i allra sydligaste Texas i USA. Arten minskar i antal men beståndet anses ändå vara livskraftigt.

## Utseende och läte
Kroknäbbsgladan är en säregen medelstor (39–51 cm) rovfågel med mycket kraftig och nästan svullen krokförsedd näbb, lång stjärt och tydligt paddelformade vingar. Flykten är studsande och vingslagen lösa och djupa. Hanen är helgrå med vitbandad undersida och tre svarta band på stjärten. Honan är brun ovan och grovt rostbandad under. Ungfågeln är svart ovan med vitt på undersidan som också sträcker sig upp på nacken.

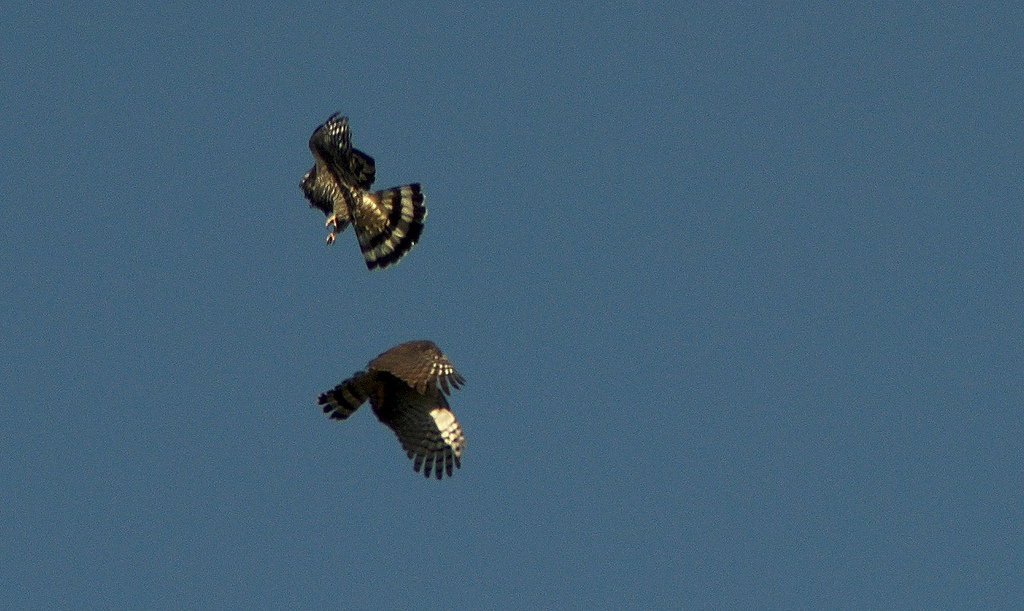

Den är mycket lik kubagladan som tidigare och i viss mån fortfarande behandlas som en underart till kroknäbbsgladan. Kubagladan är dock mindre samt har ännu större helgulnäbb och bandat halsband.
Lätet hörs sällan, ett kluckande eller skallrande tjatter.

## Utbredning och systematik
Kroknäbbsglada delas upp i två underarter med följande utbredning:
- Chondrohierax uncinatus uncinatus – förekommer från södra USA och västra Mexiko till Brasilien och norra Argentina
- Chondrohierax uncinatus mirus – förekommer på Grenada i Små Antillerna

Tidigare behandlades kubaglada som en underart till kroknäbbsglada. Numera erkänns den vanligen som egen art på basis av skillnader i utseende och genetik.

## Levnadssätt
Kroknäbbsgladan hittas i skogsområden där den tillbringar dagen med att klättra runt bland låga grenar på jakt efter trädlevande sniglar. Den ses vanligen i familjegrupper med tre till fem individer. Endast undantagsvis ses den i flykten på morgonen och eftermiddagen när den tar sig mellan boet, sovplats och födosökningsområde. Fåglar på Grenada (underarten mirus) häckar maj till november.

## Status och hot
Arten har ett stort utbredningsområde och en stor population, men tros minska i antal, dock inte tillräckligt kraftigt för att den ska betraktas som hotad. IUCN kategoriserar därför arten som livskraftig (LC). Beståndet uppskattas till 200 000 vuxna individer.

## Namn
Kroknäbbsgladans vetenskapliga artnamn uncinatus betyder "krökt" efter latinets uncus, "krok".